# Sankt Elavi kapell
Sankt Elavi kapell är en kyrkobyggnad i Växjö stift och tillhör  Borgholms församling.

## Kyrkobyggnaden
1969 fattade kyrkofullmäktige beslut att uppföra ett begravningskapell i anslutning till begravningsplatsen nordväst om staden. Arkitekt Sven Boysen i Kalmar gjorde upp ritningarna. Byggnadsfirma Claesson och Anderzen i Kalmar svarade för byggnadsarbetet. Kapellet uppfördes i modernistisk stil och fick namnet Sankt Elavi kapell efter ett medeltida kapell en gång beläget på Kapelludden. Kapellet invigdes den 7 maj 1971 av biskop Olof Sundby. Vid kapellets sydöstra sida ligger klockstapeln. Kyrkklockan är tillverkad av Bergholtz Klockgjuteri, Sigtuna. Numera används kapellet inte enbart för begravningsgudstjänster utan även för andra former av gudstjänster.

## Interiören
Interiören präglas av det stora korfönstret som vetter ut mot havet. Altaret och korset är förfärdigade av Verda träindustri. Dopfunten har ritats av arkitekt Leonad Eriksson i Borgholm. Bänkinredningen är tillverkad hos Bröderna Färnkvist i Sala.

## Orgel
- 1981 byggde A Mårtenssons Orgelfabrik, Lund, en mekanisk orgel.

| Manual                 | Pedal      | Koppel   |
| Gedackt 8´             | Subbas 16' | Man/Ped. |
| Italiensk principal 4´ |            |          |
| Rörflöjt 4´            |            |          |
| Waldflöjt 2'           |            |          |
| Kvartian 2 ch B        |            |          |
| Sesquialtera 2 ch D    |            |          |
| Crescendosvällare      |            |          |

- Nuvarande orgel är en digitalorgel av märke Johannes.

### Webbkällor
- Bygdeband- Sankt Elavi kapell
- Öländska kyrkor,kapell och ruiner
- Wikimedia Commons har media som rör Sankt Elavi kapell.